# Martine Hansen

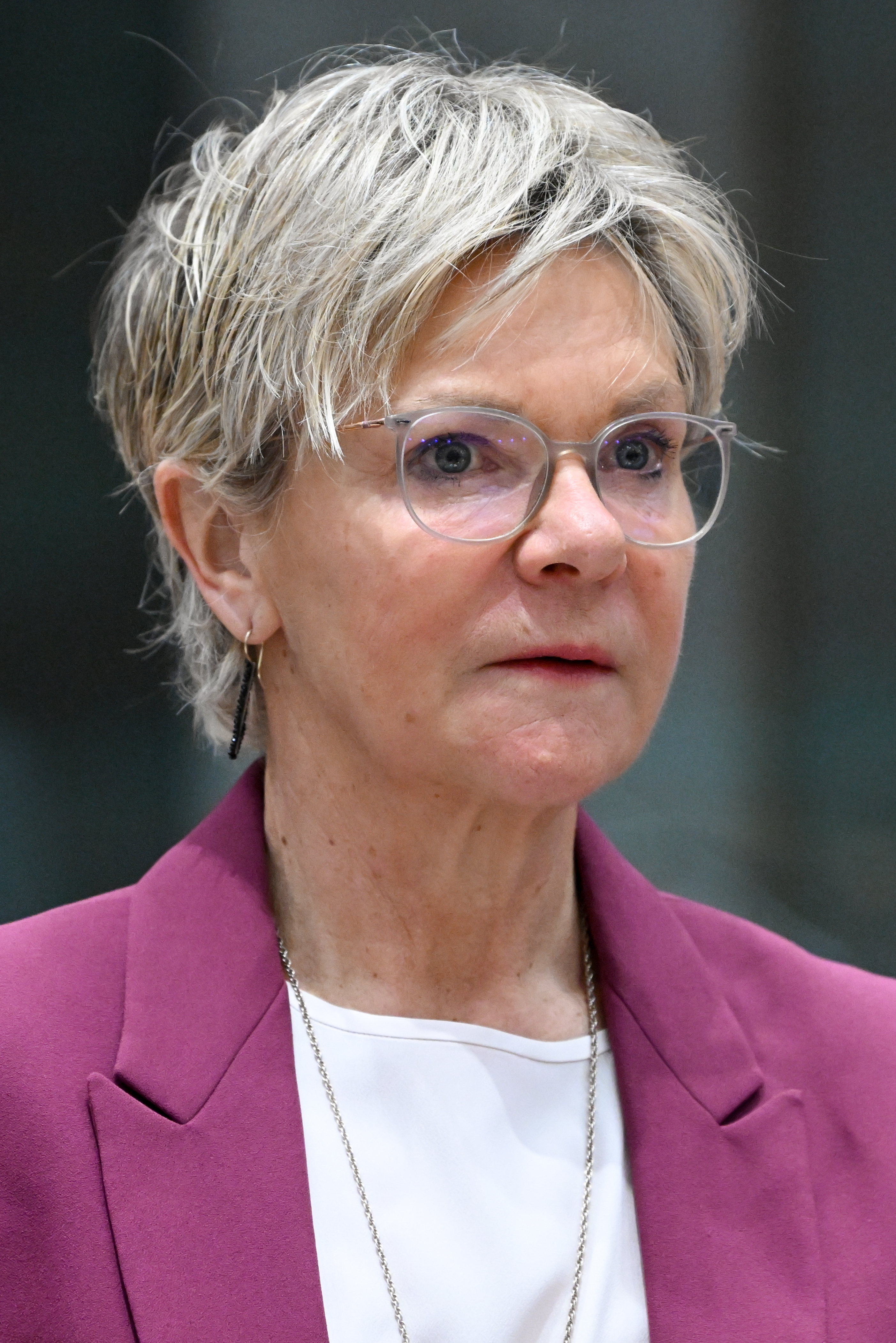
Martine Hansen im Januar 2024

Martine Hansen (* 10. Dezember 1965 in Wiltz, Kanton Wiltz) ist eine luxemburgische Politikerin der Chrëschtlech-Sozial Vollekspartei (CSV), die seit 2023 das Amt der Landwirtschaftsministerin bekleidet. Sie war in der Regierung Juncker-Asselborn II von April bis Dezember 2013 kurzzeitig Ministerin für Hochschulbildung und Forschung sowie von 2018 bis 2022 Vorsitzende der CSV-Fraktion in der Abgeordnetenkammer.

## Leben
Martine Hansen begann nach dem Besuch des Lycée classique de Diekirch ein Studium der Agrarwissenschaften mit dem Schwerpunkt sozial- und wirtschaftswissenschaftliche Aspekte der Landwirtschaft an der Universität Hohenheim. Nach dessen Abschluss übernahm sie 1993 eine Lehrtätigkeit an der Ackerbauschule (Lycée technique agricole) in Gilsdorf und absolvierte zwischen 2005 und 2007 ein Fernstudium für Schulleitungen an der Technischen Universität Kaiserslautern, welches sie mit einem Master mit einer Arbeit über die Schulentwicklungsplanung von Ettelbrück abschloss. Sie war schließlich von 2006 bis 2013 Direktorin des Lycée technique agricole.
Martine Hansen, die seit 22. Oktober 2008 Mitglied der Christlich-Sozialen Volkspartei CSV (Chrëschtlech-Sozial Vollekspartei) ist, wurde am 30. April 2013 als Nachfolgerin von François Biltgen als Ministerin für Hochschulbildung und Forschung in die Regierung Juncker-Asselborn II berufen und bekleidete dieses Ministeramt bis zum Ende der Amtszeit dieser Regierung am 4. Dezember 2013.
Bei der Kammerwahl am 20. Oktober 2013 wurde sie für die CSV erstmals zum Mitglied der Abgeordnetenkammer (Chamber) gewählt und bei der Kammerwahl am 14. Oktober 2018 im Wahlbezirk Nord wiedergewählt. Während ihrer Parlamentszugehörigkeit war sie unter anderem zwischen dem 5. Dezember 2013 und dem 30. Oktober 2018 Vize-Vorsitzende des Ausschusses für Hochschulbildung, Forschung, Medien, Kommunikation und Raumfahrt (Commission de l’Enseignement supérieur, de la Recherche, des Médias, des Communications et de l’Espace). Auf dem Parteitag am 8. Februar 2014 wurde sie mit 93,73 Prozent der Delegiertenstimmen zur Vize-Vorsitzenden der CSV gewählt und bekleidete diese Funktion bis zum Parteitag am 26. Januar 2019. Für ihre Verdienste wurde sie 2014 Großoffizierin des Verdienstordens des Großherzogtums Luxemburg.
In der aktuellen Legislaturperiode (2018 bis 2023) war sie als Nachfolgerin von Claude Wiseler vom 6. Dezember 2018 bis zum 30. Juni 2022 Vorsitzende der CSV-Fraktion in der Abgeordnetenkammer, wobei sie diese Funktion seit April 2021 gemeinsam mit Gilles Roth bekleidete, der seit dem 1. Juli 2022 alleiniger Vorsitzender der CSV-Fraktion ist.
Ferner ist sie seit dem 6. Dezember 2018 Vorsitzende der Parlamentarischen Kontrollkommission für den Staatlichen Nachrichtendienst (Commission de contrôle parlementaire du Service de renseignement de l’État) sowie zugleich Vize-Vorsitzende des Ausschusses für Nationale Bildung, Kinder, Jugend, Hochschulbildung und Forschung (Commission de l'Education nationale, de l'Enfance, de la Jeunesse, de l'Enseignement supérieur et de la Recherche) und des Ausschusses für Landwirtschaft, Weinbau und ländliche Entwicklung (Commission de l’Agriculture, de la Viticulture et du Développement rural). Sie ist des Weiteren seit dem 6. Dezember 2018 Mitglied des Geschäftsordnungsausschusses (Commission du Règlement) sowie der Ausschüsse für Institutionen und Verfassungsänderungen (Commission des Institutions et de la Révision constitutionnelle), für Finanzen und Haushalt (Commission des Finances et du Budget), für Gesundheit und Sport (Commission de la Santé et des Sports), für Umwelt, Klima, Energie und Raumplanung (Commission de l'Environnement, du Climat, de l'Energie et de l'Aménagement du territoire) sowie des sogenannten Ausschusses für alle Ausschüsse (Commission „Toutes les Commissions Parlementaires“). Seit dem 27. April 2021 ist sie ferner Mitglied der Kommission zur Kontrolle der Haushaltsausführung (Commission du Contrôle de l'exécution budgétaire) sowie seit dem 7. März 2023 Mitglied des Sonderausschusses „Tripartite“, eine wirtschafts- und sozialpolitische Institution in Luxemburg, die als grundlegend für das sogenannte „Luxemburger Modell“ gilt. Im engeren Sinne ist sie eine konjunkturpolitische Verhandlungsrunde, an der Patronat („Arbeitgeber“), Gewerkschaften sowie Regierungsvertreter gleichermaßen teilnehmen, um einen Konsens über die Diagnose der aktuellen wirtschaftlichen Situation sowie die Perspektiven für die wirtschaftliche Entwicklung des Landes herzustellen.
Seit dem 17. Oktober 2023 ist sie Ministerin für Landwirtschaft, Ernährung und Weinbau (Ministre de l'Agriculture, de l'Alimentation et de la Viticulture).